# V533 Herculis
V533 Herculis a explodat in 1963 in constelația Hercules cu o magnitudine aparentă de 3.

## Coordonate delimitative
- Ascensie dreaptă: 18h 14m 19s.98
- Declinație:  +41° 51' 23".2